# Coleophora illustrata
Coleophora illustrata é uma espécie de mariposa do gênero Coleophora pertencente à família Coleophoridae.